# Сап (приток Режа)
Сап (устар. Малый Сап) — малая река в Свердловской области России, протекает в основном по Невьянскому району. Длина реки составляет 19 км.
Исток реки Сап находится на склонах горы Медный Рудник, в Пригородном районе. Сап протекает с севера на юг. Устье реки находится в 214 км по левому берегу реки Реж, в селе Корелы. 

## Населённые пункты
На реке Сап расположены три населённых пункта (от истока к устью):
- деревня Гашени,
- село Киприно,
- село Корелы.

## Притоки
- Талый Ключ (левый приток),
- Пашковка (левый приток, 2,8 км от устья).

## Данные водного реестра
По данным государственного водного реестра России, река Сап относится к Иртышскому бассейновому округу, речному бассейну Иртыша, речному подбассейну Тобола. Водохозяйственный участок — Реж (без реки Аяти от истока до Аятского гидроузла) и Нейва (от Невьянского гидроузла) до их слияния.
Код объекта в государственном водном реестре — 14010501812111200006693.